# Vzduch (Hvězdná brána: Hluboký vesmír)
Vzduch (v anglickém originále Air) je úvodní trojdílná epizoda 1. řady americko-kanadského sci-fi Hvězdná brána: Hluboký vesmír.

## Popis děje

### Část první
Eli Wallace vyřeší matematickou rovnici v online hře, kterou do ní vložili v SGC.
Na dveře Eliho Wallace zazvoní Jack O'Neill a Dr. Nicholas Rush. Oznámí mu, že právě vyřešil ten největší matematický problém. Potom jej ihned transportují na loď Hammond. Zde mu vysvětlí, že se pokoušejí zadat adresu hvězdné brány s devíti symboly, kterou našli v antické databázi na Atlantidě. Protože potřebují hodně energie, vytvořili na nedaleké planetě základnu IKAROS, odkud hvězdná brána čerpá energii z jádra planety. Během cesty na základnu, se setkává s Chloe Armstrongovou, dcerou senátora Alana Armstronga.
Na základně Ikaros je skupina představena plukovníku Everettu Youngovi, plukovníku Davidu Telfordovi a nadporučíku Matthew Scottovi. Dr. Nicholas Rush testuje Wallacovo řešení, ale selže zapadnutí devátého zámku. Během večeře, tři lodě Ha'tak, které jsou pod kontrolou Luciánské Alliance, zaútočí na planetu. Je zahájena evakuace zatímco loď Hammond a letka F-302 vedená plukovníkem Telfordem bojuje s nepřítelem. Rush, který zoufale potřebuje, aby jeho projekt byl úspěšný, získává Wallaceho pomoc. Wallace tvrdí, že poslední symbol adresy je špatný, a že by měli použít symbol pro Zemi. Rush přerušuje vytáčení sekvence k Zemi, argumentuje, že uvolněná energie z explodující planety by mohla projít skrz bránu na Zemi. Pokračuje v testování teorie a uspěje. Zbývající přeživší na základně jsou přinucení riskovat směřujíce k neznámému cíli. Planeta exploduje krátce potom, co jsou všichni evakuováni, a zničí tři Ha'taky. Loď Hammond přežívá, ale osud těch na základně je záhada pro SGC.

### Část druhá
Expedice skončí na Destiny, Antické vesmírné lodi, která je miliardy světelných let od Země. Loď se přepne na nadsvětelnou rychlost, krátce po zavření brány. Dr. Rush použije Antické komunikační zařízení, kterým kontaktuje SGC. Když se Dr. Rush vrátí, tvrdí, že jej O'Neill určil jako dozor nad expedicí.
Antické lodi, která je tisíciletími opotřebována, selhávají systémy životní podpory a má nedostatečně utěsněné trhliny v trupu jednoho z raketoplánů, které mohou být hermeticky uzavřené jen zevnitř raketoplánu. Jakmile se o tom dozví Senátor Armstrong, který je těžce raněný, obětuje svůj život proto, aby uzavřel raketoplán a získal týmu čas. Nicméně, hlavní systém životní podpory nelze tak snadno opravit. Odlučovače CO2 jsou natolik zchátralé, aby je bylo možno opravit za den. Destiny, zřejmě si vědoma problému, přejde sama na podsvětelnou rychlost a vytáčí Hvězdnou bránu k pouštní planetě s nezbytnými materiály k opravě odlučovačů. Na počítači jsou vypsány čtyři další lokality, ale jsou zablokované. Začíná 12hodinové odpočítávání, na jehož konci bude Destiny automaticky pokračovat na své cestě.

### Část třetí
Na pouštní planetě, začíná tým vytvořený plukovníkem Youngem hledat vápenec, který je potřeba pro opravu vzduchových filtrů na Destiny. Písek na planetě má malou koncentraci vápence, ale ne takovou, aby se dal použít do filtrů. Tým hledá vyschlé jezero, na jehož dně by mělo být dost vápencových usazenin. Tým se rozdělí na dvě skupiny: Rush, Scott a Ronald Greer tvoří jednu skupinu, zatímco Wallace vede zbytek. Po několika neúspěšných testech, ti ve skupině Wallaceho se vzdají hledání a místo toho zkoušejí vytočit na bráně adresy, které byly na Destiny zablokované. Když Wallace informuje ostatní, Scott pošle Rushe a Greera zpět, aby je zastavil zatímco on pokračuje hledání. Podaří se jim zastavit Franklina, ale další dva projdou skrz bránu na jinou planetu. Rush je vehementně proti dalšímu zkoumání adres, věří, že loď měla důvod je zablokovat, a několik neúspěšných pokusů o kontakt se dvěma ztracenými členy expedice mu dá za pravdu.
Na lodi, Chloe a Young použitím komunikačních kamenů kontaktují Zemi. Chloe informuje svou matku o situaci a smrti senátora Armstronga. O'Neill doporučuje Youngovi opravit loď; navzdory jeho protestům, že jejich expedice není na to připravená, O'Neill trvá na tom, že nikdo opravdu není připravený na tento druh práce.
Scott při hledání vápence objevuje neznámý, rotující mrak prachu, který absorbuje vlhkost. Začne jej sledovat do té doby, než se zhroutí před vyschlým jezerem. Scott má krátkou vidinu, ve které mluví s knězem, kterého znal na Zemi. Mezitím, se mrak pohybuje nad ním a Scott se probudí. Když si uvědomí co našel, nabere plnou tašku vápence a vrací se k bráně. Cestou jej potká Greer a pomáhá mu nést vápenec. Tým se vrátí na loď a opraví vzduchové filtry. Jakmile začnou všichni volně dýchat, Destiny pokračuje v cestě.